# Compsophorus malayanus
Compsophorus malayanus là một loài tò vò trong họ Ichneumonidae.